# Sido Rahayu (Buay Pemaca)
Sido Rahayu is een bestuurslaag in het regentschap Ogan Komering Ulu Selatan van de provincie Zuid-Sumatra, Indonesië. Sido Rahayu telt 3887 inwoners (volkstelling 2010).